# Fozil Musaev
Fozil Musaev (Taixkent, 2 de gener de 1989) és un futbolista uzbek. Va disputar 20 partits amb la selecció de l'Uzbekistan.

## Estadístiques
| Selecció de l'Uzbekistan | Selecció de l'Uzbekistan | Selecció de l'Uzbekistan |
| Anys                     | Partits                  | Gols                     |
| ------------------------ | ------------------------ | ------------------------ |
| 2009                     | 1                        | 0                        |
| 2010                     | 0                        | 0                        |
| 2011                     | 0                        | 0                        |
| 2012                     | 8                        | 0                        |
| 2013                     | 3                        | 0                        |
| 2014                     | 6                        | 0                        |
| 2015                     | 2                        | 0                        |
| Total                    | 20                       | 0                        |